# لغة كالاوايا
لغة كالاوايا هي لغة سريّة ومُختلِطة كانت مشهورة في وقتٍ ما في بوليفيا؛ لكنها الآن مُهدَّدة بالانقراض. يتحدثُ بهذه اللغة شعب كالاوايا – ولهذا سُمِّيت بهذا الاسم – وهم مجموعة من المعالجين التقليديين الذين يتجوَّلون في جبال الأنديز من أجلِ معالجة المرضى بطرق بدائيّة.

## المميزات
كالاوايا هي لغة مختلطة؛ فقواعد اللغة تُشبه إلى حدٍ كبيرٍ قواعد لغة الكتشوا خاصةً من ناحيّة التشكيل؛ أما كلماتها فهي إمَّا من مصادر غير معروفة أو من عائلة اللغات المنقرضة وبها أيضًا كلماتٌ تعودُ أصولها للغة الأيمريّة و‌الإسبانية. تُعتبر لغة كالاوايا «لغةً سريّةً» حيثُ كان يتم تمريرها من الأب إلى الابن أو من الجد إلى الحفيد كما كانت تُنقل للبنات إذا لم يكن للمتحدثِ بها بنين. لم تكن تُستخدم لغة كالاوايا خلال الحوارات العائليّة – وهذا ما جعلها سرية أكثر – بل كان يقتصرُ استخدامها خلال طقوسٍ مُعيّنة كما كان يُمكن للذين يعرفونها الحديث بها طوال اليوم.
تمَّ التطرق للغة كالاوايا خلال أحد مواضيع الفيلم الوثائقي الأمريكي «اللغويون» (بالإنجليزية: The linguists)‏ الذي صدرَ عام 2008 والذي تطرَّق للغات المحتضرة مُحاولًا توثيقها. على جانبٍ آخرٍ؛ يُشير البوليفيون إلى المنطقة التي يعيش فيها المتحدثون بلغة كالاوايا باسمِ «كالاواياس» (بالإسبانية: Qullauayas)‏ التي تعني «مكان الأدوية» على اعتبار أنَّ كملة كالاوايا نفسها هي عُشبةٌ مشهورةٌ في تلك المنطقة. نظرًا لاعتمادِ الكالاوايين – وهم سكّان تلك البادية – على النباتات والمعادن والمنتجات الحيوانية في علاجِ المرضى؛ يُشار لهم في بعض مناطق بوليفيا وخاصَّةً الزراعيّة منها باسمِ «كولا كاباشايه» (بالإسبانية: Qolla kapachayuh)‏ والتي تعني حرفيًا «أسياد الدواء».